# 고도정
고도정(일본어: 神戸町)은 일본 기후현 남서부에 있는 안파치군의 정이다.
장미나 아르스트로메리아 등의 화훼, 고마쓰나 등의 야채 생산으로 알려져 있다.

## 인접한 자치체
- 오가키시
- 미즈호시
- 이비군 이케다정, 오노정

## 역사
히에이산 엔랴쿠지의 장원 시대와 중심부에 세이초가 다녔을 때에 건립된 절을 계기로 건립된 히요시 신사의 몬젠마치로 메이지 시대 초까지 시장이 열려 번창하였다. 또 정역 남단을 나카센도가 스쳐 지나기도 했다.
- 1889년 4월 1일 - 고도촌이 성립하였다.
- 1892년 - 정으로 승격해 고도정이 되었다.
- 1950년 4월 1일 - 기타히라노촌과 합병하였다.
- 1954년 4월 1일 - 시모미야촌, 미나미히라노촌과 합병하였다.

## 교통

### 철도
- 요로 철도 요로선